# 静岡大学教育学部附属浜松中学校
静岡大学教育学部附属浜松中学校（しずおかだいがくきょういくがくぶふぞくはままつちゅうがっこう、英語訳:Fuzoku HAMAMATSU Junior high school）は、静岡県浜松市中央区にある中学校。静岡大学の附属中学校である3校のうちの一つ。

## 概要
- 教育学部附属の中学校として、教育研究と教育実習を目的とした運営がなされている。
- 1学年の定員は108名。このうち約70名は、静岡大学教育学部附属浜松小学校出身で、試験に出席すればで合格でき、入学することができる。ただし、併願はできないため、他校を受験する場合、受験日程が早い中学であるが、内部進学を辞退しなければならない。
- 一時間以内で登校出来る場所に保護者と共に居住していないと、受験資格は与えられない（袋井市以内の静岡県内に限られ、[愛知県][東三河]地方は一時間以内で登校できる地域でも受験不可能）。
- 他校との併願は不可能である。

## 部活動
令和三年度現在、以下11の部活動がある。
- 陸上部
- 男子テニス部（軟式）
- 女子テニス部（軟式）
- 男子バスケットボール部
- 女子バスケットボール部
- 女子バレーボール部
- サッカー部
- 野球部
- 美術部
- アンサンブル部
- 演劇部

しかし、部活動の活動日数は他の公立学校に比べて少ない。

## 交通アクセス
- 遠鉄バス舘山寺線・大塚ひとみヶ丘線・大久保線 ｢浜松学院大学｣停留所から、徒歩2分

## 主な出身者
- 井上靖（小説家）
- 岡部洋一（工学者、神経科学者、東京大学名誉教授）
- 山口文憲（ノンフィクション作家）
- 鈴木重子（ジャズシンガー）
- 矢野貴章（プロサッカー選手）